# Deutsche Meisterschaften in der Nordischen Kombination 2009

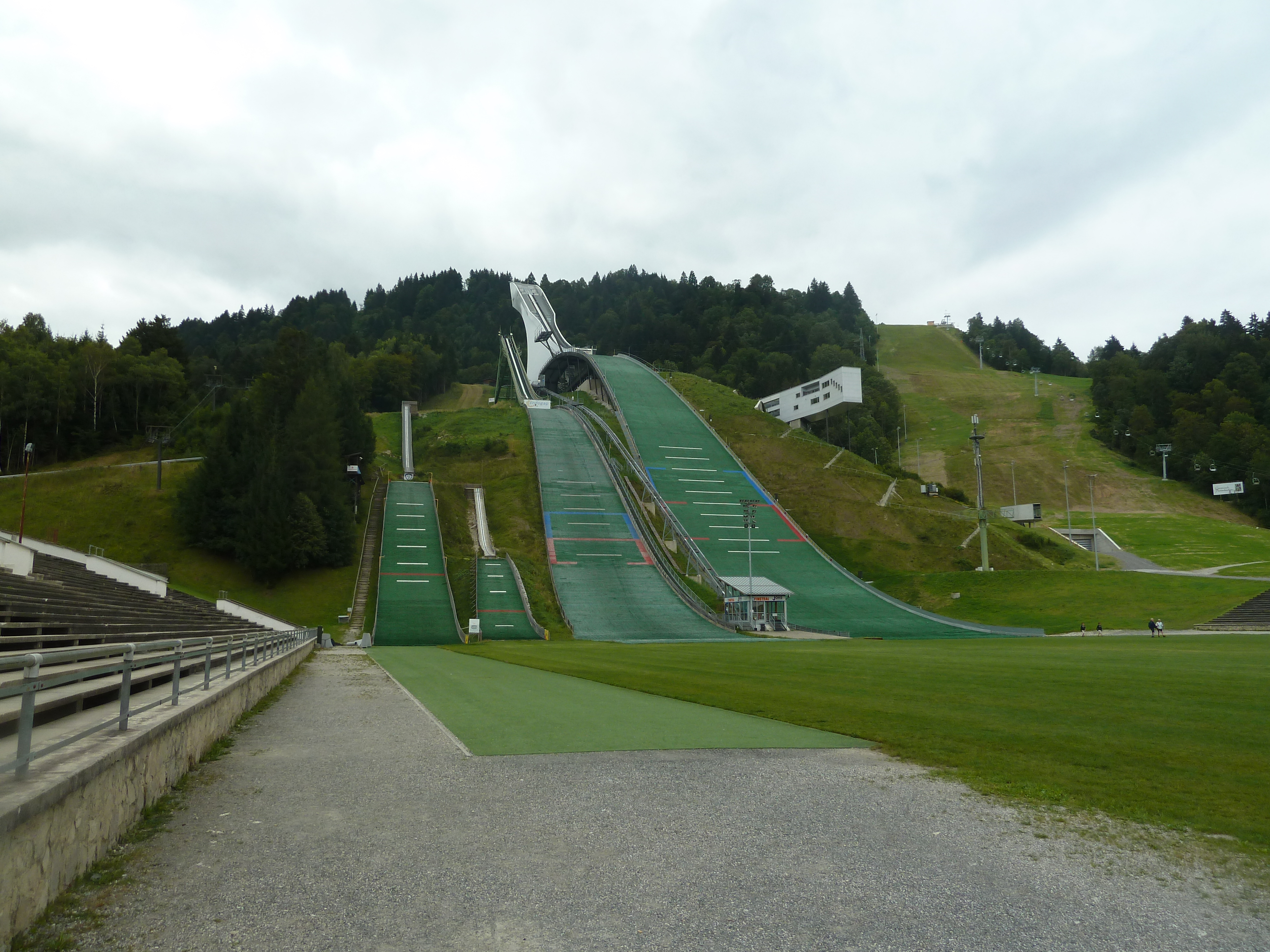
Große Olympiaschanze in Garmisch

Die Deutschen Meisterschaften in der Nordischen Kombination 2009 fanden am 16. und 17. Juli 2009 im bayerischen Garmisch-Partenkirchen statt. Der Veranstalter war der Deutsche Skiverband, während der Bayerische Skiverband für die Durchführung zuständig war. Die Wettkampfanlagen waren die Große Olympiaschanze und der Garmisch-Partenkirchen Stadtparcour mit einer Rundenlänge von 1,9 km. Es fand ein Gundersen-Wettkampf von der Großschanze sowie ein Teamsprint statt.
Der Thüringer Tino Edelmann vom SC Motor Zella-Mehlis wurde knapp vor Eric Frenzel Deutscher Meister und konnte darüber hinaus gemeinsam mit Ronny Ackermann den Teamsprint gewinnen. Juniorenmeister wurde der Bayer Johannes Rydzek, der den besten Sprung des Tages zeigte. Rennleiter der Meisterschaften war Martin Brunner, Bundestrainer war Hermann Weinbuch.

## Ergebnisse

### Einzel (Gundersen 15km)
Der Einzelwettbewerb, bei dem alle Athleten bis zum Jahrgang 1989 zugelassen wurden, fand am 16. Juli 2009 in der Gundersen-Methode (HS 140/15 km) statt. Es kamen 14 Athleten in die Wertung. Ronny Ackermann zeigte den besten Sprung der Männer, während Michael Dünkel die beste Laufzeit hatte.
| Platz | Name              | Verein                              | Sprungpunkte | Laufzeit | Rückstand |
| ----- | ----------------- | ----------------------------------- | ------------ | -------- | --------- |
| 01.   | Tino Edelmann     | SC Motor Zella-Mehlis, TSV          | 126,5        | 30:13,8  |           |
| 02.   | Eric Frenzel      | WSC Erzgebirge Oberwiesenthal, SVSa | 124,8        | 30:10,6  | +3,8      |
| 03.   | Ronny Ackermann   | Rhöner WSV Dermbach, TSV            | 133,5        | 30:52,3  | +10,5     |
| 04.   | Georg Hettich     | ST Schonach-Rohrhardsberg, SBW      | 117,8        | 30:14,9  | +36,1     |
| 05.   | Ruben Welde       | SC Sohland, SVSa                    | 113,8        | 29:59,5  | +36,7     |
| 06.   | Wolfgang Bösl     | SK Berchtesgaden, BSV               | 117,0        | 30:12,9  | +37,1     |
| 07.   | Stefan Tuss       | SK Winterberg, WSV                  | 115,5        | 30:17,3  | +47,5     |
| 08.   | Michael Dünkel    | SWV Goldlauter, TSV                 | 099,3        | 29:33,2  | +1:08,4   |
| 09.   | Mark Schlott      | SC Motor Zella-Mehlis, TSV          | 108,8        | 31:17,2  | +1:17,2   |
| 10.   | Andreas Günter    | SV Baiersbronn, SBW                 | 122,8        | 31:23,8  | +1:25,0   |
| 11.   | Björn Kircheisen  | WSV Johanngeorgenstadt, SVSa        | 111,0        | 31:14,6  | +2:02,8   |
| 12.   | Benjamin Pfeiffer | SC Motor Zella-Mehlis, TSV          | 097,8        | 30:45,7  | +2:26,9   |
| 13.   | Toni Schlott      | SC Motor Zella-Mehlis, TSV          | 096,3        | 30:56,9  | +2:44,1   |
| 14.   | Luca Timm         | ST Schonach-Rohrhardsberg, SBW      | 091,5        | 32:09,8  | +4:16,0   |

### Teamsprint (4 × 2 km)
Der Teamsprint fand am Freitag, dem 17. Juli 2009 auf der Großschanze und über 4 × 2 km statt. Es waren 36 Athleten in 18 Teams mit je zwei Kombinierern gemeldet, wovon allerdings nur 14 in die Wertung kamen. Das Siegerduo Ackermann/Edelmann konnte die Führung nach dem Springen erfolgreich verteidigen und somit den Meistertitel gewinnen.
| Platz | Team                       | Name                          | Verein                                               | Sprungpunkte | Laufzeit | Rückstand |
| ----- | -------------------------- | ----------------------------- | ---------------------------------------------------- | ------------ | -------- | --------- |
| 01.   | Thüringen (TSV) I          | Ronny Ackermann Tino Edelmann | Rhöner WSV Dermbach SC Motor Zella-Mehlis            | 238,8        | 27:53,4  |           |
| 02.   | Sachsen (SVSAC) I          | Björn Kircheisen Eric Frenzel | WSV Johanngeorgenstadt WSC Erzgebirge Oberwiesenthal | 234,0        | 27:45,4  | +2,0      |
| 03.   | Bayern (BSV) I             | Wolfgang Bösl Johannes Rydzek | SK Berchtesgaden SC Oberstdorf                       | 234,8        | 27:49,3  | +3,9      |
| 04.   | Baden-Württemberg (SBW) II | Andreas Günter Georg Hettich  | SV Baiersbronn ST Schonach-Rohrhardsberg             | 208,0        | 27:57,9  | +1:06,5   |
| 05.   | Thüringen (TSV) II         | Mark Schlott Markus Förster   | SC Motor Zella-Mehlis WSV Schmiedefeld               | 195,3        | 28:19,5  | +1:53,1   |

### Junioren Einzel
Den Einzelwettbewerb der Junioren nach der Gundersen-Methode über 15 km gewann Johannes Rydzek. Es waren 18 Athleten gemeldet.
| Platz | Name              | Verein                | Sprungpunkte | Laufzeit | Rückstand |
| ----- | ----------------- | --------------------- | ------------ | -------- | --------- |
| 01.   | Johannes Rydzek   | SC Oberstdorf, BSV    | 134,3        | 30:48,0  |           |
| 02.   | Tobias Simon      | SZ Breitnau, SBW      | 115,3        | 30:06,3  | +34,3     |
| 03.   | Johannes Firn     | WSV Schmiedefeld, TSV | 119,0        | 30:28,7  | +41,7     |
| 04.   | Michael Schwaiger | SK Berchtesgaden, BSV | 095,0        | 29:20,3  | +1:09,3   |
| 05.   | Fabian Rießle     | SZ Breitnau, SBW      | 090,3        | 29:20,8  | +1:28,8   |